# Tió de Nadal

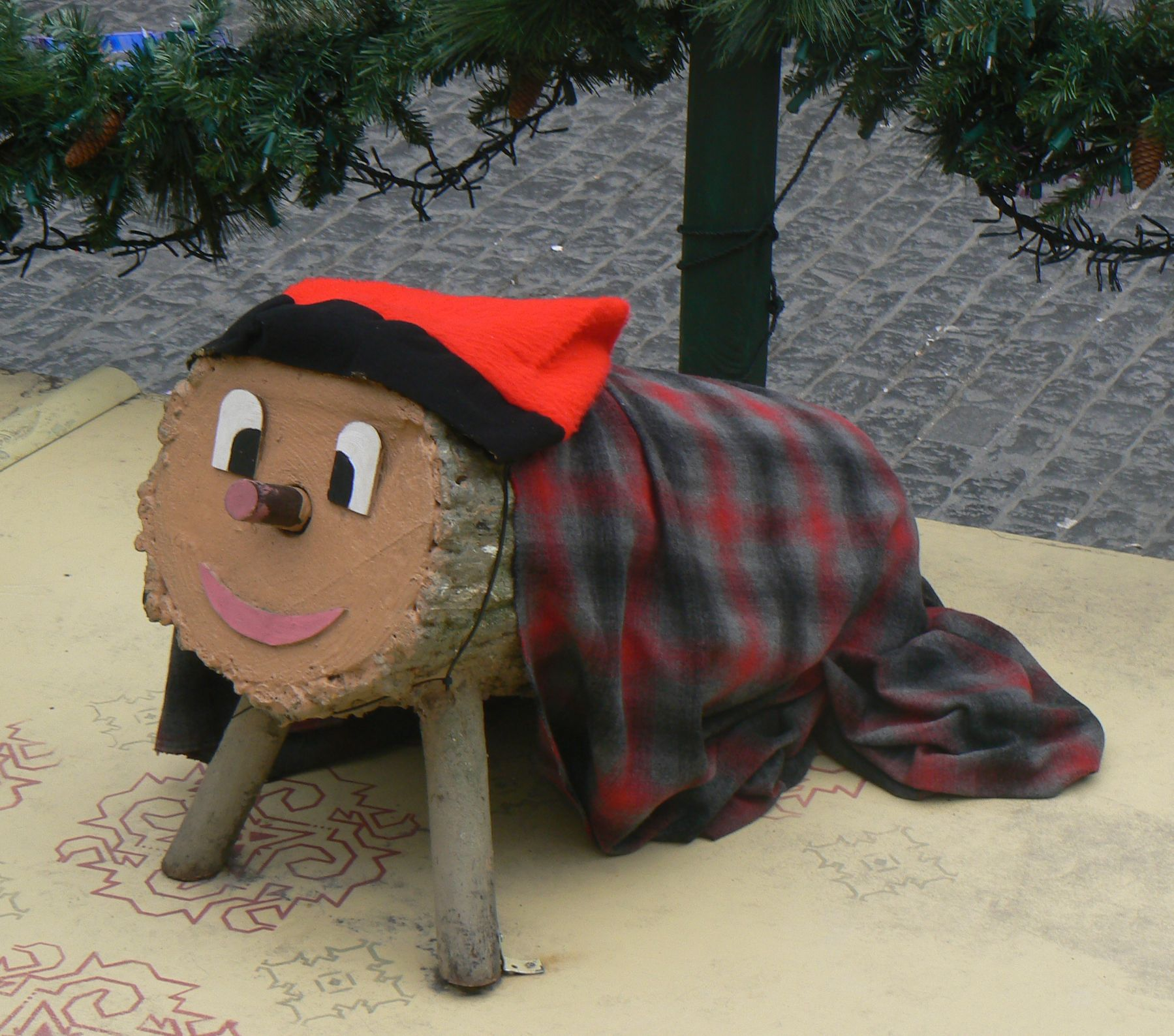
Tío de Nadal, také nazývaný „cagatío“

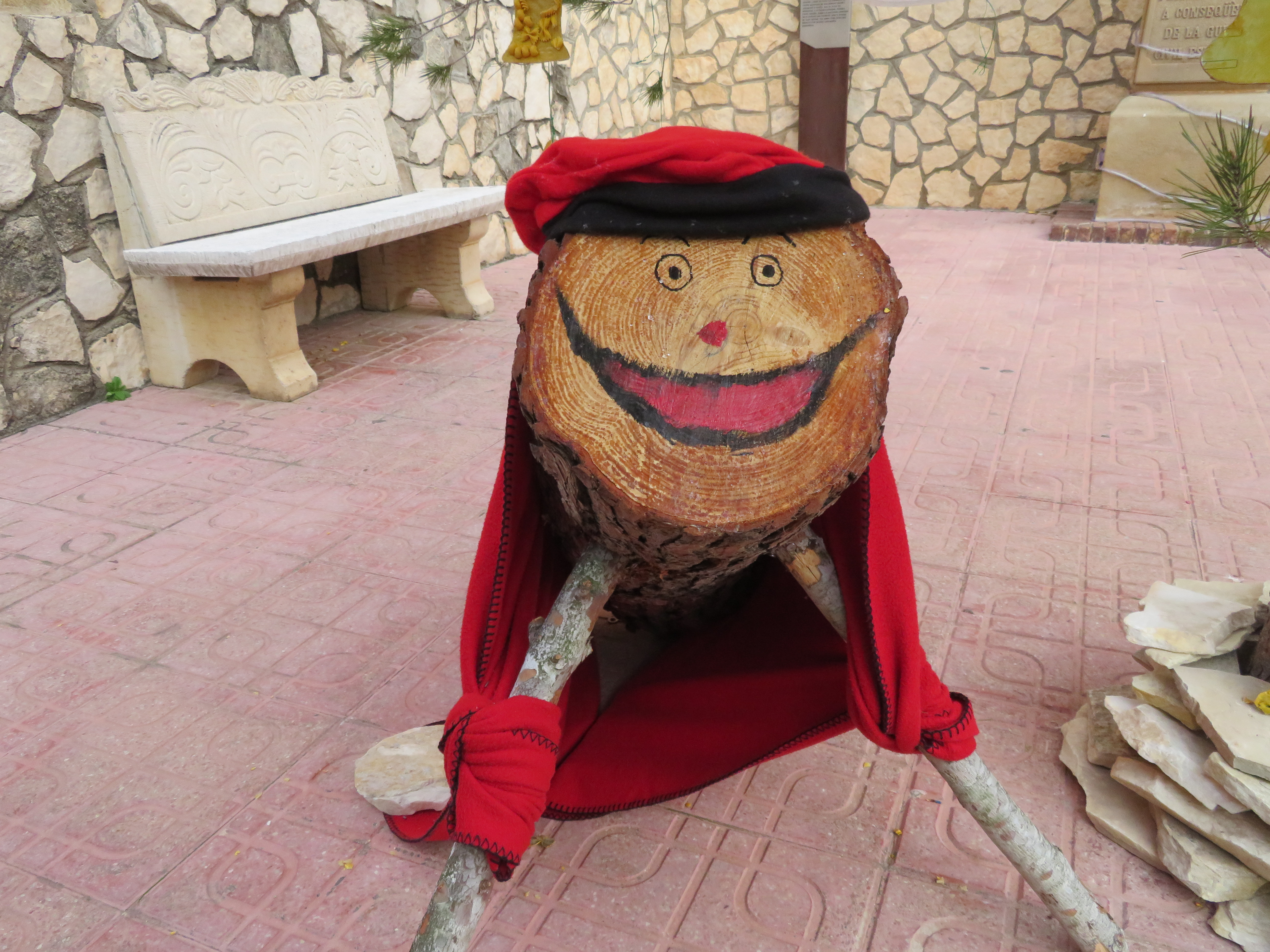
Tió de Nadal, El Pinell de Brai, 2024.

Tío de Nadal (tj. „Vánoční poleno“) je postava z katalánské mytologie, všeobecně rozšířená hlavně v Katalánsku a v některých oblastech Aragonie. Podobná tradice (Cachafuòc nebo Soc de Nadal) existuje také v Okcitánii.

## Přehled
Tío de Nadal má původ ve venkovských tradicích předkřesťanské éry. Poleno se 25. prosince pálilo v krbu jako pocta předkům, ale také aby přineslo do domova teplo a světlo v chladném zimním měsíci. Po spálení se popel z polena rozptýlil na poli. Později se tato tradice přeměnila ve svátek pro děti.
Tío se v katalánských a aragonských rodinách vyskytuje ve formě asi 30 cm dlouhého polena stojícího na nožkách z drobnějších dřívek a s namalovaným usmívajícím se obličejem. Na hlavě má malou červenou čapku (miniatura tradiční barretiny) a nos bývá často vyrobený z mrkve či dalšího kusu dřeva. Tato podoba Tía pochází až z poslední doby a nahrazuje starší a syrovější vzhled kusu dřeva. 
Domů se poleno přinese po 8. prosinci (den Neposkvrněného početí Panny Marie), nazdobí se a přikryje se dekou. Do Vánoc musí děti poleno „krmit“ zbytky jídla a ovocem, aby si tak zajistily dostatečný přísun dárků. Na Štědrý večer nebo Boží Hod pak do polena tlučou klacky a zpívají speciální písně „cagatío“, které mají donutit Tía vykálet dárky pod deku (kam je ve vhodný moment podstrčí rodiče). Odtud také pochází zdomácnělé pojmenování Tía de Nadal „cagatío“, doslova „kálející poleno“.  
Dárky od Tía jsou obecně menší věci, např. sladkosti (turrón), ořechy, sušené fíky a drobnější dárky. 
Větší a hodnotnější dárky jsou, tak jako v celém Španělsku, přinášeny až 6. ledna Třemi králi. 